# Zavraždění čínského bookmakera
Zavraždění čínského bookmakera (v anglickém originále The Killing of a Chinese Bookie) je americký film z roku 1976, který natočil režisér John Cassavetes podle vlastního scénáře. Hlavní roli Cosma Vitelliho, vlastníka nočního klubu, v něm ztvárnil Ben Gazzara. V dalších rolích vystupují Seymour Cassel, Timothy Carey, Morgan Woodward a další. Menší roli hrál také režisérův švagr David Rowlands. Původní verze filmu z roku 1976, která měla 135 minut, byla po několika dnech kvůli komerčnímu neúspěchu stažena z kin. Po dvou letech byl film do kin nasazen podruhé, tentokrát v novém střihu o délce 108 minut (kromě toho, že byly některé scény vystřiženy, byly naopak i některé přidány a na některých místech byly použity v jiném pořadí).